# 中込道夫
中込 道夫（なかごめ みちお、1928年6月10日 - 2010年）は、日本の政治学者、川柳作家。

## 人物・来歴
東京府（北区）出身。柳名・清水みちを。早稲田大学政治経済学部卒、同大学院国際政治学専攻修士課程修了。新聞記者、私立高校教諭などをへて、1967年神奈川県逗子市で池子弾薬庫反対市民会議を結成。1983年6月フィリピンのミンダナオ島の未開地で青年海外協力隊などの協力で農業大学を開設、副学長となる。足利工業大学教授、適正科学研究所所長。

## 著書
- 『田中正造と近代思想』現代評論社, 1972
- 『はるかなる墓標 三宅甲二の鎮魂歌』恒文社, 1975
- 『芝焼く火 清水みちを川柳句集』中込朝子, 2014.7

### 共著
- 『現代政治学の解明』河原宏,浅沼和典共著. 理論社, 1967
- 『「近代化」の再考 その思想的基軸を求めて』中込道夫 [ほか]共著. 北樹出版, 1986.10

### 翻訳
- M.O'C.ウォールシュ『仏教の原像を求めて 原始仏教と禅 西洋思想からの解明』恒文社, 1976.9
- ウイリアム・J.クロースナー『タイ文化の底流 ログ・ポンド回想記』新山高一郎共訳. アジア文化出版社, 1981.4